# Nebuloasă difuză

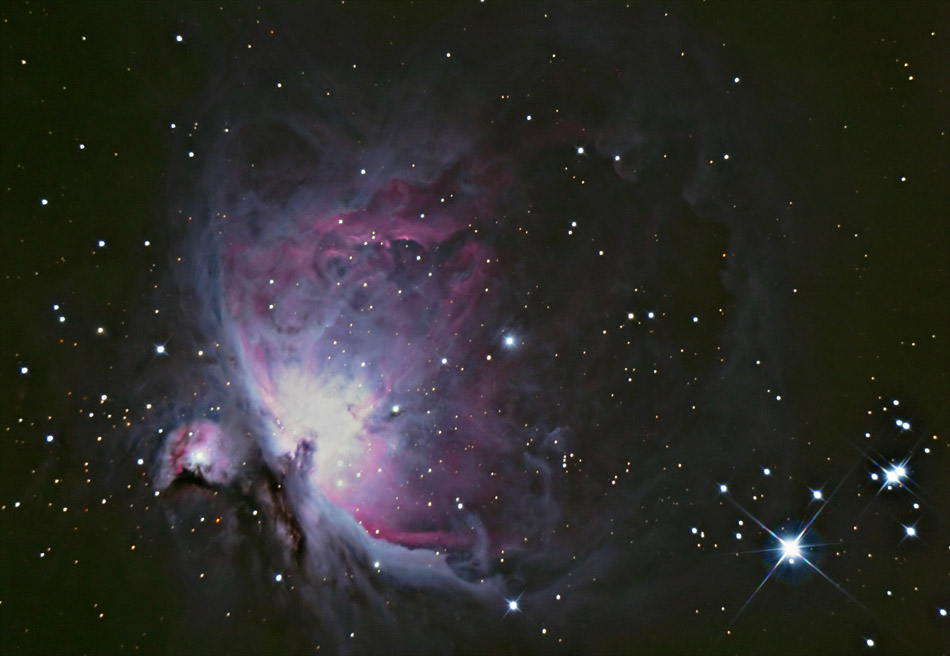
Nebuloasa Orion, o nebuloasă difuză bine-cunoscută.

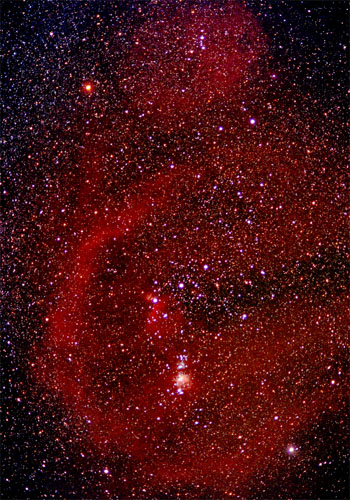
Nebuloasa lui Barnard.

În astronomie, nebuloasa difuză este termenul general pentru o nebuloasă iluminată. Nebuloasele difuze sunt opusul celor nedifuze, nebuloasele închise au particule care s-au împrăștiat. Cele trei tipuri de nebuloasă difuză sunt:
- Nebuloasă de reflexie
- Nebuloasă de emisie
- Rest de supernovă